# Венцкайтис, Миндаугас
Миндаугас Венцкайтис (лит. Mindaugas Venckaitis; 17 сентября 2001, Таураге, Литва) — литовский борец греко-римского стиля.

## Карьера
22 апреля 2023 года на чемпионате Европы в Загребе в 1/8 финала уступил по последнему действию Тайрону Стеркенбургу из Нидерландов. 22 сентября 2023 года на чемпионате мира в Белграде в 1/16 финала выиграл Арифа Нифтуллаева из Азербайджана, в 1/8 финала на туше одолел Арви Саволайнена из Финляндии, а в четвертьфинале победил Михаила Каджая из Сербии и вышел в полуфинал, в котором уступил Артуру Алексаняну из Армении, на следующий день 23 сентября 2023 года в схватке за бронзовую медаль проиграл Артуру Омарову из Чехии, а борьбе за Олимпийскую лицензию удача была на стороне его соперника Абубакара Хаслаханова из Белоруссии, где он допустил поражение на туше. 5 апреля 2024 года в Баку на Европейском квалификационном турнире в весовой категории до 97 кг победив Догана Йылмаза из Турции, Тайрона Стеркенбурга из Нидерландов и Михаила Каджаю из Сербии, завоевал лицензию на Олимпийские игры в Париж.